# Change Me (пісня Джастіна Бібера)
"Change Me" (укр. Зміни мене) пісня канадського співака Джастіна Бібера з його другого компіляційного альбому Journals (2013), що вийшов 2 грудня 2013 року. Пісня стала дев'ятим треком із серії Бібера «Музичні понеділки», перші вісім з яких були "Heartbreaker" (7 жовтня 2013), "All That Matters" (14 жовтня), "Hold Tight" (21 жовтня), "Recovery" (28 жовтня), "Bad Day" (4 листопада), "All Bad" (11 листопада), "PYD" (18 листопада) and "Roller Coaster" (25 листопада). Бібер випускав новий сингл щотижня протягом 10 тижнів з 7 жовтня по 9 грудня 2013 року.

## Треклист
| Цифрове завантаження | Цифрове завантаження | Цифрове завантаження |
| #                    | Назва                | Тривалість           |
| -------------------- | -------------------- | -------------------- |
| 1.                   | «Change Me»          | 2:47                 |

## Чарти
| Чарт (2013)                               | Найвища позиція |
| ----------------------------------------- | --------------- |
| Австрія (Ö3 Austria Top 75)               | 45              |
| Бельгія (Ultratop Flanders)               | 41              |
| Бельгія (Ultratop Wallonia)               | 41              |
| Канада (Canadian Hot 100)                 | 34              |
| Данія (Tracklisten)                       | 2               |
| Франція (SNEP)                            | 84              |
| Німеччина (Official German Charts)        | 67              |
| Ірландія (IRMA)                           | 33              |
| Нідерланди (Mega Single Top 100)          | 23              |
| Іспанія (PROMUSICAE)                      | 28              |
| Швейцарія (Media Control AG)              | 34              |
| Велика Британія (Official Charts Company) | 39              |
| США (Billboard Hot 100)                   | 59              |